# Albert Dewandre
Pour les autres membres de la famille, voir Famille Dewandre.
Albert Dewandre est un ingénieur et industriel liégeois, né à Monceau-sur-Sambre le 20 mars 1884, mort à Liège le 25 mai 1964. Il est le petit-fils de Barthel Dewandre.
Il est l'inventeur du servo-frein Dewandre : un système de frein qui, en 1927 utilise la dépression engendrée par l'aspiration dans la conduite d'admission du moteur pour alléger la pression sur la pédale de frein. L’avantage est double : pousser moins fort sur la pédale, mais aussi réduire notoirement la distance de freinage. Son invention est fabriquée et vendue par Robert Bosch, fondateur de la société du même nom.
En 1933, il développe un modèle de trolleybus, le trolleybus Dewandre équipé d'un système de traction avant à roues indépendantes allié à une servo-direction et à des servo-freins. La mise en service régulier de la voiture Dewandre, en 1935, dévoile l’infortune du système. La direction manque fondamentalement de précision ; un témoin rapporte, qu’en ligne, la voiture zigzague entre les arrêts, le conducteur doit sans cesse dompter la dérive par un coup de volant, tantôt à gauche, tantôt à droite. La conception révolutionnaire du « tout à l’avant » souffre du manque de plénitude des techniques. Néanmoins, dans le domaine des poids lourds, les systèmes de frein et de direction assistée Dewandre font fortune, en particulier sur les véhicules britanniques grâce à sa florissante filiale Clayton - Dewandre.
Lors de l'Exposition de l'eau de 1939, il réalise, au beau milieu du vaste plan d’eau qui sépare Droixhe de Coronmeuse, un jet d’eau, symbole de l'exposition, de cent mètres qui s’avéra le plus haut du monde.
Après la Seconde Guerre mondiale, il devient vice-président de la Fabrique Nationale d'Armes de Guerre et président de l'Association des Ingénieurs diplômés de l'Université de Liège. Il est l'un des fondateurs de la BSMEE, la Belgian Sociéty of Mechanical Environmental.
Engineers.
Il a, avec Edmond Leclerc, le fondé en 1947 le Centre belge d'étude et de documentation de l'eau (Cebedeau), une asbl chargé de réunir une information exhaustive sur le traitement de l'eau et qui a des activités de recherche et d'assistance technique dans le domaine du traitement des eaux, en particulier les eaux de production et les eaux usées industrielles et urbaines.
De 1945 à 1947, il est gouverneur au Rotary International de Belgique.